# Ян Хао (прыгун в воду)
Ян Ха́о (кит. упр. 杨昊, пиньинь Yáng Hào, род. 3 февраля 1998, Шипин, Юньнань) — китайский прыгун в воду, Олимпийский чемпион 2024 года и шестикратный чемпион мира.

## Биография
Родился в 1998 году в уезде Шипин Хунхэ-Хани-Ийского автономного округа провинции Юньнань. В 2014 году завоевал золотые медали в прыжках с 10-м вышки и с 3-м трамплина на Юношеских Олимпийских играх в Нанкине.
На чемпионате мира 2015 года завоевал золотую медаль в смешанных прыжках с 3-м трамплина. На чемпионате мира 2017 года завоевал золотую медаль в синхронных прыжках с 10-м вышки. На чемпионате мира 2019 года стал обладателем серебряной медали в прыжках с 10-м вышки, там же он показал максимальную сумму за один из прыжков — 102 балла. Однако на двух следующих чемпионатах мира в Будапеште и Фукуоке он на той же дисциплине выступил на весьма неудовлетворительном для китайских прыгунов уровне, выиграв оба раза лишь бронзовую медаль. Лишь в Дохе впервые смог выиграть золото в индивидуальных прыжках. При этом в синхронных прыжках он в 2022, 2023 и 2024 годах выиграл золото в паре с Лянем Цзюньцзе.